# Les Sablons metróállomás
A Les Sablons egy metróállomás Franciaországban, Párizsban a párizsi metró 1-es metróvonalán. Tulajdonosa és üzemeltetője a RATP.

## Metróvonalak
Az állomást az alábbi metróvonalak érintik:
- 1-es metróvonal

## Kapcsolódó állomások
A metróállomáshoz az alábbi állomások vannak a legközelebb:
- Pont de Neuilly (La Défense, 1-es metróvonal)
- Porte Maillot (Château de Vincennes, 1-es metróvonal)